# 박형원 (1945년)
박형원(朴炯遠, 1945년 3월 2일 ~ )은 서울 관악구청장 직책을 지낸 대한민국 정치가 겸 기업가이다.
예비역 대한민국 육군 중장 박경원(전직 교통부 장관)은 그의 첫째 이복 형이다.

## 생애

### 주요 이력
- 대한민국 육군 중위(ROTC 6기 출신) 예편
- 서울 동작구 부구청장
- 서울 관악구청장
- 자유민주연합 당무위원
- 동의건설 대표이사 CEO 사장
- 동의건설 대표이사 CEO 회장
- 동의건설 대표이사 CEO 명예회장

### 학력
- 1964년 전라남도 목포고등학교 졸업
- 1968년 건국대학교 행정학과 학사
- 1969년 대한민국 육군보병학교 졸업